# Lagoa Vermelha
Lagoa Vermelha, amtlich portugiesisch Município de Lagoa Vermelha, deutsch Roter See, ist eine Gemeinde mit 27.834 (Schätzung 2018) Einwohnern im Bundesstaat Rio Grande do Sul im Süden Brasiliens. Sie liegt etwa 320 km nördlich von Porto Alegre. 

## Geographie
Benachbart sind folgende Orte: im Norden Santo Expedito do Sul und Tupanci do Sul, im Nordosten Esmeralda, im Osten Capão Bonito do Sul, im Südosten Muitos Capões, im Süden André da Rocha und im Westen Sananduva, Caseiros, Ibiraiaras, São Jorge und Guabiju.

## Geschichte
Ursprünglich war Lagoa Vermelha Teil des Munizips Vacaria.